# يوليوس هاغن
يوليوس هاغن (بالألمانية: Julius Hagen)‏ هو منتج أفلام ومخرج ألماني، ولد في 1884 في هامبورغ في ألمانيا، وتوفي في 31 يناير 1940 في لندن في المملكة المتحدة.

## وصلات خارجية
- يوليوس هاغن على موقع IMDb (الإنجليزية)
- يوليوس هاغن على موقع ألو سيني (الفرنسية)
- يوليوس هاغن على موقع أول موفي (الإنجليزية)
- يوليوس هاغن على موقع قاعدة بيانات الأفلام السويدية (السويدية)
- يوليوس هاغن على موقع قاعدة بيانات الفيلم (الإنجليزية)
- يوليوس هاغن على موقع كينوبويسك (الروسية)